# Embia algerica
Embia algerica is een insectensoort uit de familie Embiidae, die tot de orde webspinners (Embioptera) behoort. De soort komt voor in Marokko.
Embia algerica is voor het eerst wetenschappelijk beschreven door Navás in 1930.